# Forcola
Forcola (Fùrcula in dialetto valtellinese) è un comune italiano sparso di 754 abitanti della provincia di Sondrio in Lombardia, ad ovest del capoluogo. I principali nuclei abitati che lo compongono sono Sirta, dove è posta la sede comunale, e Selvetta.

## Geografia fisica

### Territorio
Il comune di Forcola si estende alle porte della media valtellina, sulle orobie tra la Val Tartano e la Val Madre. I principali abitati sorgono presso il fiume Adda e sono facilmente raggiungibili dalla strada statale, mentre i nuclei minori sono dispersi sulla montagna. Questi nuclei sono collegati al fondovalle tramite sentieri e mulattiere.

## Storia
Prime testimonianze di abitazioni a media quota nell'area di Forcola si hanno in un documento del 1323. I più antichi centri abitati del territorio comunale sono quelli situati in collina, mentre quelli a fondovalle risalgono soltanto alla metà del XIX secolo, quando gli Austriaci attuarono un'opera di bonifica dei territori adiacenti al fiume Adda.
Per secoli, Forcola fu parte della Pieve di Ardenno.
Nel 2017 il bosco sovrastante la frazione di Sirta venne devastato da un potente incendio.

### Simboli
Lo stemma e il gonfalone sono stati concessi con decreto del presidente della Repubblica del 29 marzo 1995.
(Art. 2 dello Statuto comunale)

## Monumenti e luoghi d'interesse

### Architetture religiose
- Chiesa parrocchiale di San Giuseppe[9] (Sirta), progettata dall'ingegnere Clemente Valenti di Talamona, iniziata nel 1877[10] e conclusa nel 1896.  La cupola della chiesa è alta 38 m[11].
- Chiesa di San Carlo Borromeo (Selvetta), di recente costruzione.
- Chiesa di San Gregorio,[12] costruita tra i secoli XIV e XV ma rimaneggiata nel corso del tempo.[10]

## Società

### Evoluzione demografica
Abitanti censiti